# Ерих Кош
Ерих Кош (Сарајево, 15. април 1913 — Београд, 25. мај 2010) био је српски књижевник, преводилац и академик јеврејског порекла.

## Биографија
Основну школу и гимназију завршио је у Сарајеву. Дипломирао је право на Београдском универзитету 1935. године. Као студент приступио је напредном покрету и био више пута хапшен, а у току 1935. године неколико мјесеци био је притворен у
логору у Вишеграду. Слиједеће године Суд за заштиту државе осудио га је на годину и по дана затвора. По изласку из затвора радио је као адвокатски приправник у Сарајеву и Београду. Књижевношћу је почео да се бави 1938. објављујући књижевно-критичке прилоге у сарајевском "Прегледу".
У народноослободилачком рату Ерих Кош је учествовао од 1941. године. У партизанским јединицама обављао је разне војне и политичке дужности у Босни и Црној Гори.
Послије ослобођења, Ерих Кош је био потпредсједник Комитета за културу Владе ФНРЈ, затим начелник Министарства за културу и просвјету у Савезном извршном вијећу. Цијелу 1950. провео је у Лондону у дипломатској служби. Радио је, потом, у Народном музеју, као помоћник управника. На дужности генералног секретара Југословенске лиге за мир, независност и равноправност народа провео је пет година (1964—1969).
Прозе Ериха Коша налазе се у више антологија и зборника савремене српске и југословенске књижевности. Такође, радови и књиге објављивани су му и на осталим језицима у Југославији, као и у Чехословачкој, Енглеској, Сједињеним Америчке Државама, Совјетском Савезу, Западној и Источној Немачкој, Холандији, Бугарској, Мађарској и Италији. Сам Кош преводио је на српскохрватски језик са немачког и енглеског.
Био је у више мандата члан управе Удружења књижевника Србије, као и предсједник и члан управе ПЕН-клуба Србије. Учествовао је, запаженим рефератима на више конгреса ове међународне књижевне организације. Такође, један је од оснивача и првих уредника часописа "Савременик"(1955-1960).
Српска академија наука и умјетности изабрала је Ериха Коша 21. марта 1974. за дописног и 16. новембра 1978. године за свог редовног члана.
Преминуо је 25. маја 2010. године.

### Збирке приповедака
- У ватри (1947)
- Три хронике (1949)
- Записи о младим људима (1950)
- Време ратно (1952)
- Најлепше године (1955)
- Као вуци (1958)
- Прво лице једнине (1963)
- На аутобуској станици (1974)
- Излет у Парагвај, као осму књигу Сабраних дела (1983)
- Босанске приче (1984)

### Романи
- Чудновата повест о киту великом такође званом Велики Мак (1956)
- (1958)
- Снег и лед (1961)
- Новосадски покољ (1961)
- Имена (1964)
- Мреже (1967)
- Досије Храбак (1971)
- У потрази за Месијом (1978)
- Шамфорова смрт (1986)
- Писац говора (1989)
- Мишеви (1991)
- Кућа 25а (1994)

### Књиге есеја и чланака
- Тај проклети занат списатељски (1965)
- Зашто да не (1971)
- Приповетка и приповедање (1980)
- Сатира и сатиричари (1985)

### Књиге аутобиографске прозе
- Узгредне забелешке (1990)
- Између редова (1994)
- Одломци и сећања
- Писци I и II

## Признања
За своје књижевно дело академик Ерих Кош је добио више признања, међу осталим и награду Савеза књижевника Југославије за роман Велики Мак (1958), Октобарску награду Београда за збирку Прво лице једнине (1964) и НИН-ову награду за најбољи роман годинеМреже (1968). Такође, додељено му је и највеће признање Србије - Седмојулска награда, коју је добио за животно дело.